# اينديان تريل (كارولاينا الشمالية)
اينديان تريل (بالإنجليزية: Indian Trail, North Carolina)‏ هي بلدة أمريكية تقع في الولايات المتحدة في كارولاينا الشمالية. يقدر عدد سكانها بـ 33,518 نسمة ومساحتها 39.4 كم2 وترتفع عن سطح البحر 218 متر.

## التركيبة السكانية
حدّد مكتب تعداد الولايات المتحدة بيانات التركيبة السكانية لاينديان تريل في تعداد الولايات المتحدة. في ما يلي، التركيبة السكانية حسب تعدادي 2000 و2010.

### تعداد عام 2000
بلغ عدد سكان اينديان تريل 11,905 نسمة بحسب تعداد عام 2000، وبلغ عدد الأسر 4,299 أسرة وعدد العائلات 3,402 عائلة مقيمة في البلدة. في حين سجلت الكثافة السكانية 207.8 نسمة لكل كيلومتر مربع (538.2/ميل2). وبلغ عدد الوحدات السكنية 4,581 وحدة بمتوسط كثافة قدره 80 لكل كيلومتر مربع (207.2/ميل2).
وتوزع التركيب العرقي للبلدة بنسبة 90.90% من البيض و5.35% من الأمريكيين الأفارقة و0.53% من الأمريكيين الأصليين و0.96% من الأمريكيين ذوي الأصول الآسيوية و0.09% من سكان جزر المحيط الهادئ و0.95% من الأعراق الأخرى و1.22% من عرقين مختلطين أو أكثر و2.48% من الهسبانيون أو اللاتينيون من أي عرق.
بلغ عدد الأسر 4,299 أسرة كانت نسبة 47.5% منها لديها أطفال تحت سن الثامنة عشر تعيش معهم، وبلغت نسبة الأزواج القاطنين مع بعضهم البعض 65.7% من أصل المجموع الكلي للأسر، ونسبة 9.6% من الأسر كان لديها معيلات من الإناث دون وجود شريك،  بينما كانت نسبة 3.8% من الأسر لديها معيلون من الذكور دون وجود شريكة وكانت نسبة 20.9% من غير العائلات. تألفت نسبة 16.3% من أصل جميع الأسر من عدة أفراد يعيشون في نفس المنزل ونسبة 3.8% كانت تتألف من شخص يعيش بمفرده يبلغ من العمر 65 عاماً أو أكثر. وبلغ متوسط حجم الأسرة المعيشية 2.77، أما متوسط حجم العائلات فبلغ 3.12.
بلغ العمر الوسطي للسكان 32.5 عاماً. وكانت نسبة 29.9% من القاطنين تحت سن الثامنة عشر، وكانت نسبة 6.4% بين الثامنة عشر والرابعة والعشرين عاماً، ونسبة 39.4% كانت واقعةً في الفئة العمرية ما بين الخامسة والعشرين والرابعة والأربعين عاماً، ونسبة 18.2% كانت ما بين الخامسة والأربعين والرابعة والستين، ونسبة 6.1% كانت ضمن فئة الخامسة والستين عاماً فما فوق. يوجد لكل 100 أنثى 98.2 ذكر، ويوجد لكل 100 أنثى في الثامنة عشر من عمرها فما فوق 94.1 ذكر.
بلغ متوسط دخل الأسرة في البلدة 51,896 دولارًا، أما متوسط دخل العائلة فبلغ 55,689 دولارًا. وكان متوسط دخل الذكور 37,327 دولارًا مقابل 28,062 دولارًا للإناث. وسجل دخل الفرد الخاص بالبلدة 20,757 دولارًا. وكانت نسبة 4.4% من العائلات ونسبة 5.8% من السكان تحت خط الفقر، وكان من هؤلاء نسبة 9.1% تحت سن الثامنة عشر ونسبة 11% في الخامسة والستين من العمر وما فوق.

### تعداد عام 2010
بلغ عدد سكان اينديان تريل 33,518 نسمة بحسب تعداد عام 2010، وبلغ عدد الأسر 11,121 أسرة وعدد العائلات 9,060 عائلة مقيمة في البلدة. في حين سجلت الكثافة السكانية 585.2 نسمة لكل كيلومتر مربع (1,515.7/ميل2). وبلغ عدد الوحدات السكنية 11,700 وحدة بمتوسط كثافة قدره 204.3 لكل كيلومتر مربع (529.1/ميل2).
وتوزع التركيب العرقي للبلدة بنسبة 81.03% من البيض و9.97% من الأمريكيين الأفارقة و0.53% من الأمريكيين الأصليين و1.76% من الأمريكيين ذوي الأصول الآسيوية و0.03% من سكان جزر المحيط الهادئ و4.42% من الأعراق الأخرى و2.26% من عرقين مختلطين أو أكثر و10.91% من الهسبانيون أو اللاتينيون من أي عرق.
بلغ عدد الأسر 11,121 أسرة كانت نسبة 51.4% منها لديها أطفال تحت سن الثامنة عشر تعيش معهم، وبلغت نسبة الأزواج القاطنين مع بعضهم البعض 66.1% من أصل المجموع الكلي للأسر، ونسبة 10.9% من الأسر كان لديها معيلات من الإناث دون وجود شريك،  بينما كانت نسبة 4.5% من الأسر لديها معيلون من الذكور دون وجود شريكة وكانت نسبة 18.5% من غير العائلات. تألفت نسبة 14.8% من أصل جميع الأسر من عدة أفراد يعيشون في نفس المنزل ونسبة 4.1% كانت تتألف من شخص يعيش بمفرده يبلغ من العمر 65 عاماً أو أكثر. وبلغ متوسط حجم الأسرة المعيشية 3.01، أما متوسط حجم العائلات فبلغ 3.35.
بلغ العمر الوسطي للسكان 33.7 عاماً. وكانت نسبة 32.7% من القاطنين تحت سن الثامنة عشر، وكانت نسبة 6.3% بين الثامنة عشر والرابعة والعشرين عاماً، ونسبة 32.6% كانت واقعةً في الفئة العمرية ما بين الخامسة والعشرين والرابعة والأربعين عاماً، ونسبة 21.5% كانت ما بين الخامسة والأربعين والرابعة والستين، ونسبة 6.9% كانت ضمن فئة الخامسة والستين عاماً فما فوق. وتوزع التركيب الجنسي للسكان بنسبة 49.1% ذكور و50.9% إناث.